# Scotogramma
Scotogramma is een geslacht van vlinders van de familie Uilen (Noctuidae), uit de onderfamilie Hadeninae.

## Soorten
- S. addenda Barnes & Benjamin, 1924
- S. agrotiformis Hampson, 1896
- S. brassicina Draudt, 1934
- S. compacta Turati, 1934
- S. chimaera Rothschild, 1920
- S. defessa Grote, 1880
- S. densa Smith, 1893
- S. eversmanni Staudinger, 1900
- S. fervida Barnes & McDunnough, 1912
- S. fieldi Barnes & Benjamin, 1926
- S. gatei Smith, 1910
- S. harnardi Barnes & Benjamin, 1924
- S. hirsuta McDunnough, 1938
- S. implexa Hübner, 1827
- S. inconcinna Smith, 1887
- S. magaera Smith, 1899
- S. mendosica Hampson, 1903
- S. orida Smith, 1903

- S. peculiaris Staudinger, 1888
- S. potanini Alphéraky, 1895
- S. ptilodonta Grote, 1883
- S. quercii Berio, 1941
- S. repentina Morrison, 1875
- S. simillima Moore, 1881
- S. stretchii H. Edwards, 1887
- S. submarginalis Walker, 1869
- S. submarina Grote, 1883
- S. yakima Smith, 1900